# 良縁寺 (喜多方市)
良縁寺（りょうえんじ）は福島県喜多方市にある曹洞宗の寺院。山号は物宝山。本尊は地蔵菩薩。

## 歴史
創建年代は不明だが、行基による開基と伝わる。
寺の近傍に会津三十三観音の第2番札所として千手観音を祀る観音堂が置かれており、松野観音の名で呼ばれる。観音堂にはかつて千光寺が廃寺になった際に本尊が移されたが、元禄7年（1694年）の火災で焼失。その後、新たな観音像が造立され、元の観音像の灰が新しい像の中に収められたという。